# Candan Erçetin
Candan Erçetin ['dʒandan 'ertʃetin] (Kırklareli, 10 februari 1961) is een Turkse popzangeres van Albanese en Macedonische afkomst.
Na eerst in haar geboortedorp op school gezeten te hebben ging ze later naar het conservatorium in Istanboel. Hierna ging ze naar de universiteit om archeologie te studeren.
In 1986 vertegenwoordigde ze in de groep Klips ve Onlar Turkije op het Eurovisiesongfestival met het lied Halley, dat 9de werd, de beste prestatie voor het land tot dan toe. De deelname kwam eigenlijk uit de lucht gevallen, zangeres Seden Kutlubay wilde liever niet naar het songfestival gaan om persoonlijke redenen en daarom werd Erçetin gevraagd haar te vervangen.
In 1991 voltooide ze haar muziekopleiding klassieke opera aan de Istanbul Municipal Music School. In de jaren 90 presenteerde ze ook enkele televisieprogramma's. In 1998 en 1999 trad ze in Duitsland op. Ze speelde in 2005 ook in een musical mee. Verder geeft ze les aan het Galatasaray Gymnasium.

## Discografie
- 1995: Hazırım ('Ik ben er klaar voor')
- 1996: Sevdim Sevilmedim ('Ik had lief, maar was niet geliefd') (remix-album van Hazırım)
- 1997: Çapkın ('Womanizer')
- 1998: Oyalama Artik ('Geen afleiding meer')
- 2000: Elbette ('Natuurlijk')
- 2001: Unut Sevme ('Vergeet de liefde')
- 2002: Neden ('Waarom')
- 2003: Candan chante hier pour aujourd'hui (Franse chansons)
- 2003: Remix (remix-album van Neden)
- 2004: Melek ('Engel')
- 2005: Remix'5 (remix-album van Melek)
- 2006: Aman Doktor ('O, dokter') (tweetalig; Grieks en Turks)
- 2009: Kırık Kalpler Durağında ('Op het station van de gebroken harten')
- 2013: Milyonlarca Kuştuk... ('Wij zijn miljoenen vogels')
- 2015: Ah Bu Şarkıların Gözü Kör Olsun ('O, laat deze nummers verblind worden')